# Boisduvalia densiflora
Boisduvalia densiflora là một loài thực vật có hoa trong họ Anh thảo chiều. Loài này được (Lindl.) Bartl. mô tả khoa học đầu tiên năm 1837.